# Bundesautobahn 26
Pour les articles homonymes, voir A26.
La Bundesautobahn 26 (ou BAB 26, A26 ou Autobahn 26) est une autoroute allemande mesurant 50 kilomètres.